# Imanol Zubero
Imanol Zubero Beaskoetxea (Bilbao, 16 de junio de 1961) es doctor en Sociología y profesor titular en la Universidad del País Vasco. Es autor y coautor de numerosos artículos y una docena de libros sobre sindicalismo y cambio tecnológico, nuevas tecnologías de la información, movimientos sociales, voluntariado, violencia y política en el País Vasco. Publicó una columna semanal en la edición vasca de El País entre 1997 y 2006; entre este año y hasta 2008 pasó a publicar semanalmente en el diario El Correo. Ha participado y animado diversas iniciativas y organizaciones sociales, en el ámbito del antimilitarismo, paz en el País Vasco y movimiento ciudadano. Fue uno de los promotores de Gesto por la Paz. En las elecciones al Parlamento Vasco de 2001 apoyó a Ezker Batua-Berdeak (referente vasco de IU). En 2004, fue uno de los impulsores de la plataforma Aldaketa para el cambio político en el País Vasco. Fue senador del PSE-EE por Vizcaya desde abril de 2008 a septiembre de 2011.